# رافائل خ. سالویا
رافائل خ. سالویا (اسپانیایی: Rafael J. Salvia‎؛ ‏ ۱۹۱۵ – ۲۱ ژوئن ۱۹۷۶) فیلم‌نامه‌نویس و کارگردان فیلم اهل اسپانیا بود. وی دو مرتبه در سال‌های ۱۹۵۲ و ۱۹۷۳ میلادی برندهٔ جوایز حلقه نویسندگان سینمایی شد.
از فیلم‌هایی که وی در آن‌ها نقش داشته است، می‌توان به سرقت در ساعت ۳، مردی که می‌خواست خود را بکشد و ابله تمام‌عیار اشاره نمود.